# Sinagoga Sha'ar Hashamayim
La Sinagoga Sha'ar Hashamayim (que literalmente significa en hebreo: "Puerta del Cielo"; en árabe: كنيس عدلي) se encuentra en la ciudad de El Cairo, en Egipto. La sinagoga era también conocida como Templo Ismailia y la sinagoga de la calle Adly.
Su líder histórico fue el gran rabino Chaim Nahum. En 2008, la sinagoga celebró su 100 aniversario. La sinagoga fue construida en un estilo que evoca los antiguos templos egipcios, y que una vez fue el edificio más grande en el bulevar.
Cuando la sinagoga se abrió en 1899, hubo una vibrante comunidad judía en El Cairo. La última vez que la sinagoga estuvo llena fue en la década de 1960. En la actualidad el número de miembros de la comunidad es de 30 a 40, la mayoría mujeres mayores. 